# Ацетиленид рубидия
Ацетиленид рубидия — элементоорганическое соединение,
однозамещённый ацетиленид рубидия с формулой RbHC2,
бесцветные кристаллы,
реагирует с водой.

## Получение
- Пропускание ацетилена через раствор рубидия в аммиаке::

{\displaystyle {\mathsf {2Rb+3H_{2}C_{2}\ {\xrightarrow {-40^{o}C}}\ 2RbHC_{2}+C_{2}H_{4}\uparrow }}}

## Физические свойства
Ацетиленид рубидия образует бесцветные кристаллы.
Устойчив в сухом воздухе.